# Oswald Rayner

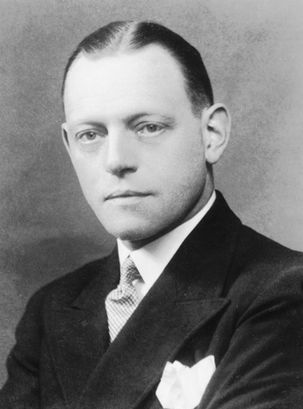
Oswald Rayner in den 1930er-Jahren

Oswald Rayner (* 29. November 1888 in Smethwick; † 6. März 1961 in Botley) war ein britischer Geheimagent.
Rayner soll 1916 an der Ermordung von Grigori Jefimowitsch Rasputin beteiligt gewesen sein.

## Leben
Rayner studierte von 1907 bis 1910 am Oriel College. Ab 1910 war er als Anwalt tätig. Aufgrund seines Studiums sprach er französisch, deutsch und russisch. 1915 wurde er vom britischen Geheimdienst  MI6 als Offizier rekrutiert. 